# شات‌گان‌های لگدپران
شات‌گان‌های لگدپران (انگلیسی: Shotguns That Kick) یک فیلم کوتاه کمدی به کارگردانی و بازیگری راسکو آرباکل است که در سال ۱۹۱۴ منتشر شد.

## گزیدهٔ بازیگران
- راسکو آرباکل
- ادوارد دیلان
- میبل نورماند
- اَل سنت جان